# Нове окописько (Тернопіль)
Нове́ око́писько — єврейський цвинтар (кіркут) у Тернополі. Пам'ятка історії місцевого значення, охоронний номер 1692.

## Історія
Коли перестали ховати на «старому» окопиську 1840 року (нині у секторі будинку № 45 на вулиці Князя Острозького, єврейська громада міста, на той час — найчисельніша, відкрила новий цвинтар на Микулинецькій вулиці, навпроти християнського Микулинецького цвинтаря.
Під час Другої світової війни в Тернополі німецькі нацисти плюндрували обидва єврейські цвинтарі, зриваючи надгробки і руйнуючи гробівці, тисячі камінних плит використовували на будівництво дороги та військового аеродрому поблизу Підволочиського шосе. Згодом - від квітня 1944 року й до серпня 1991 року комуністична московська радянська влада продовжила ганебну справу гітлерівців — нищити кіркути, використовуючи надгробки для будівництва доріг.

## Світлини

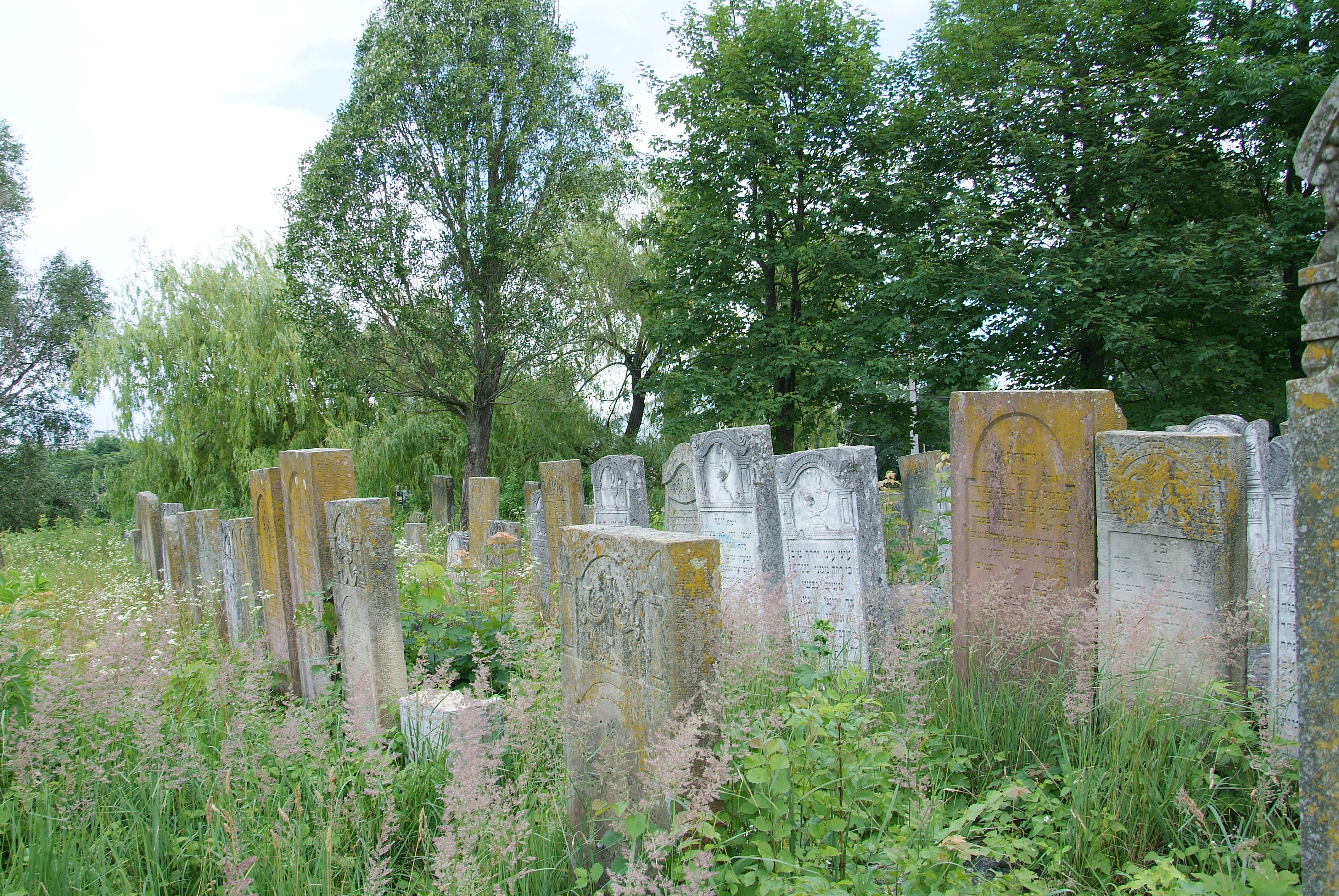
Могили
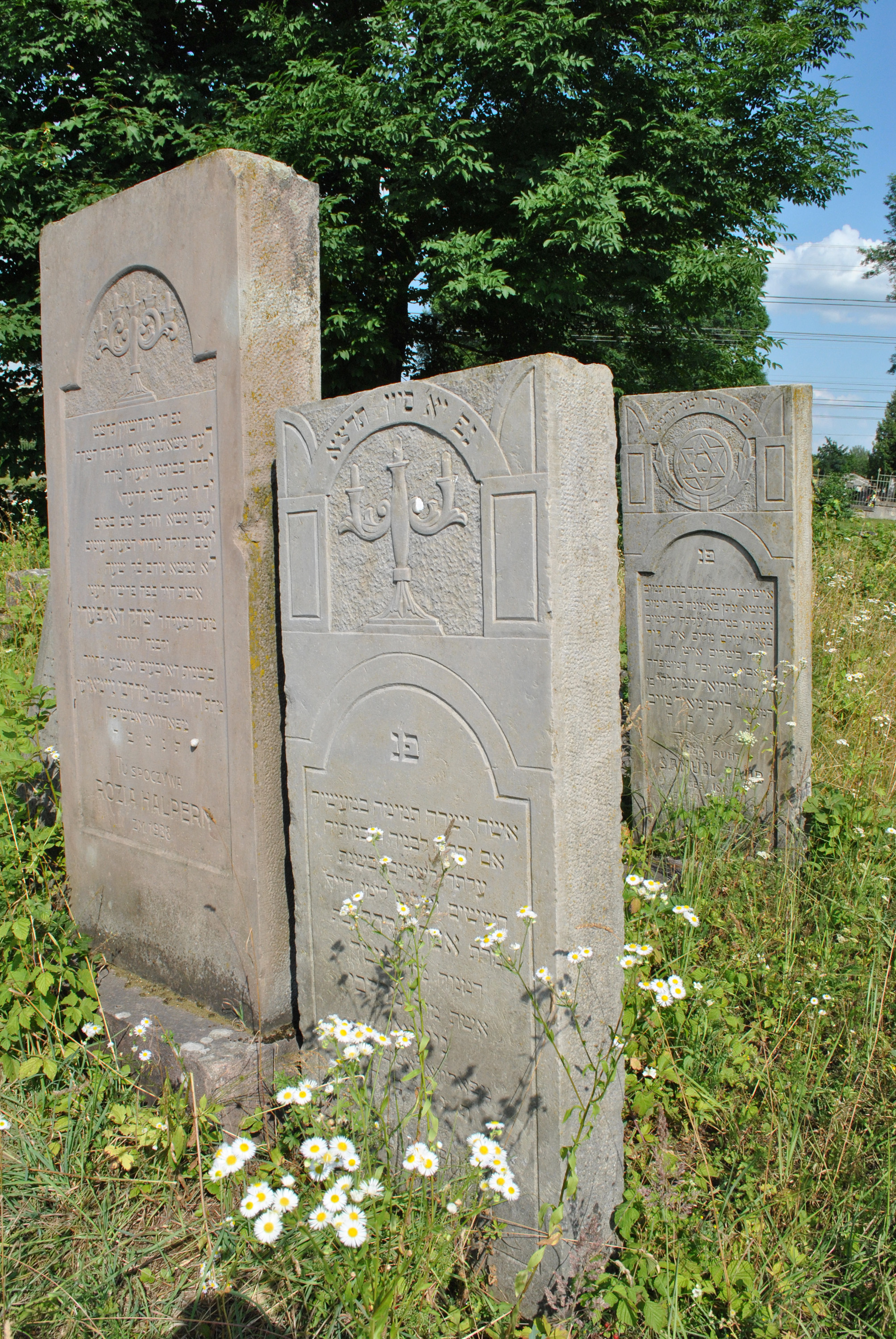
Могили
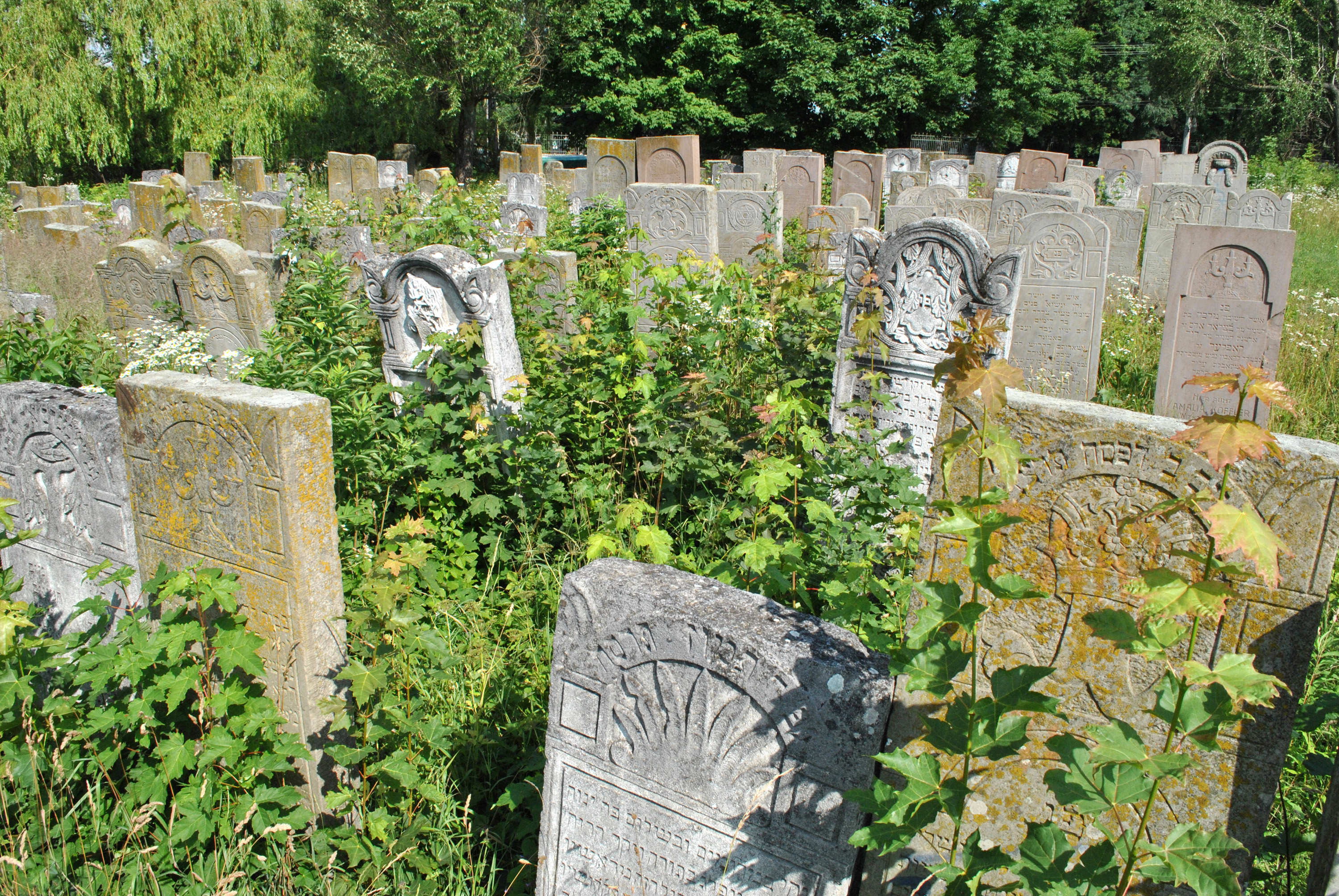
Могили
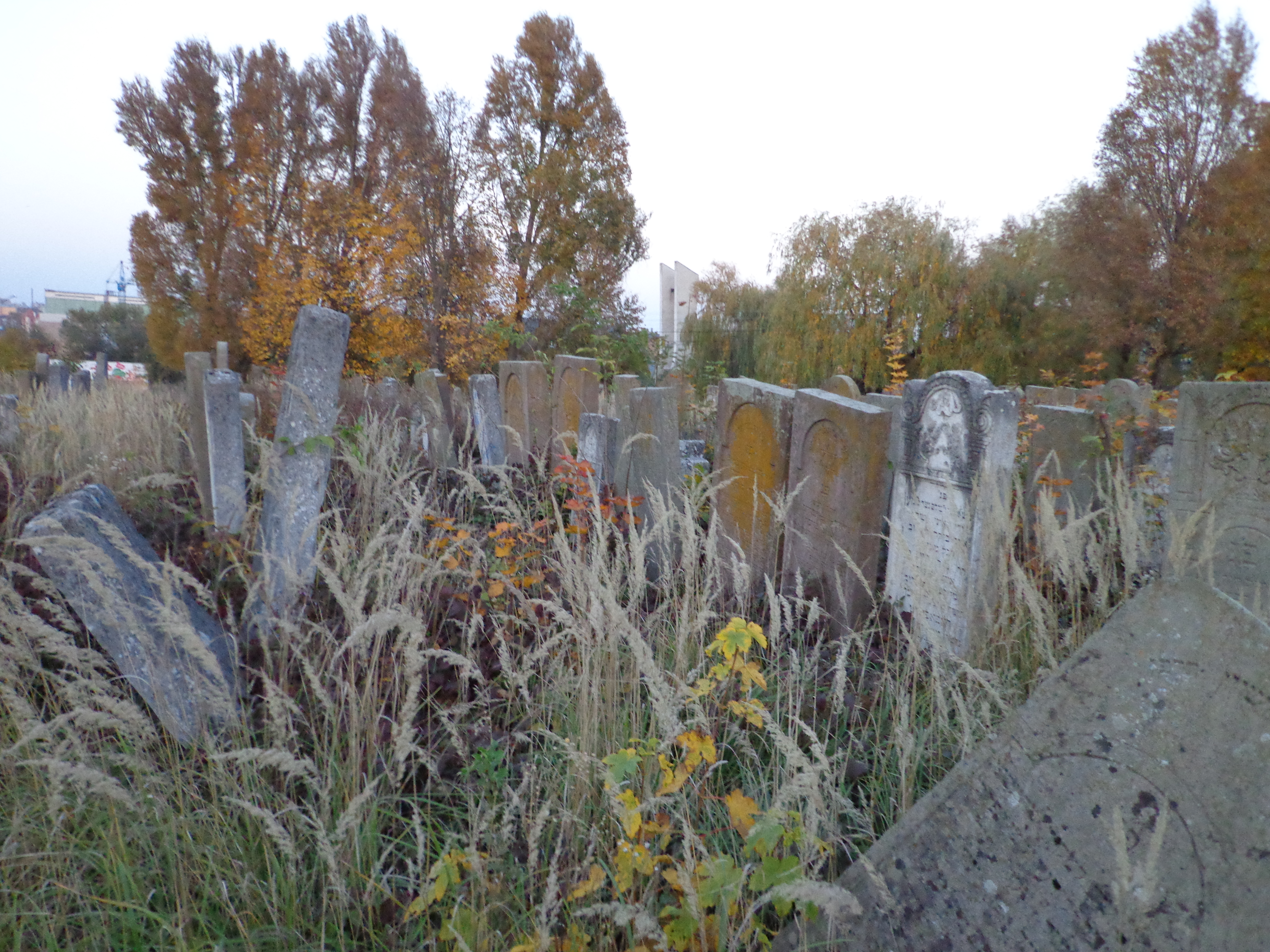
Могили